# Fiera di santa Maria della Croce
(Estratto della supplica dei Provveditori della Città di Crema inviata al Doge di Venezia)
La fiera di santa Maria della Croce (dialetto cremasco: fèra da Santa Maréa) è una manifestazione popolare che si tiene ogni anno a Crema nella domenica prossima al 25 marzo, festa dell'Annunciazione.

## Origini

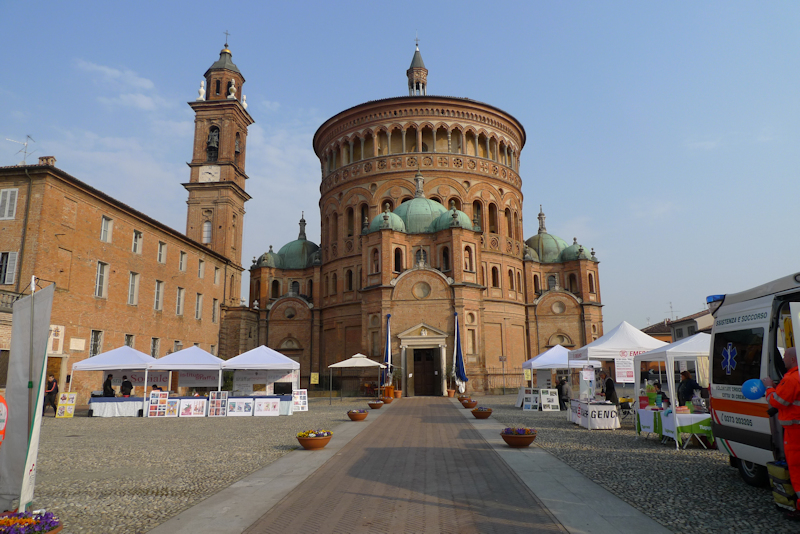
Il santuario ed alcuni stand

Il 3 dicembre 1664 i provveditori della città di Crema scrivevano al doge di Venezia constatando che vi era "penuria di denaro" e si manifestava, quindi, la necessità di allestire un "mercato libero" da tenersi nel Comune di Santa Maria della Croce (fino al XX secolo entità amministrativa autonoma) attorno al santuario rinascimentale.
Una simile manifestazione, favorita dalla presenza di un pregevole luogo di culto, avrebbe attirato anche "genti di stati esteri" che avrebbero acquistato o venduto lini, tele, "robbe" e animali.
Il doge Domenico II Contarini il 14 novembre 1665 firmava un diploma con il quale concedeva l'allestimento del mercato al fine di ottenere "qualche sollievo nello spaccio dei lini" e "con augmento delle pubbliche rendite".
Sembra che la prima edizione fu allestita nel 1666 e a lungo l'attività di compravendita di tessuti fu la principale attività commerciale.

## La tradizione deifamèi

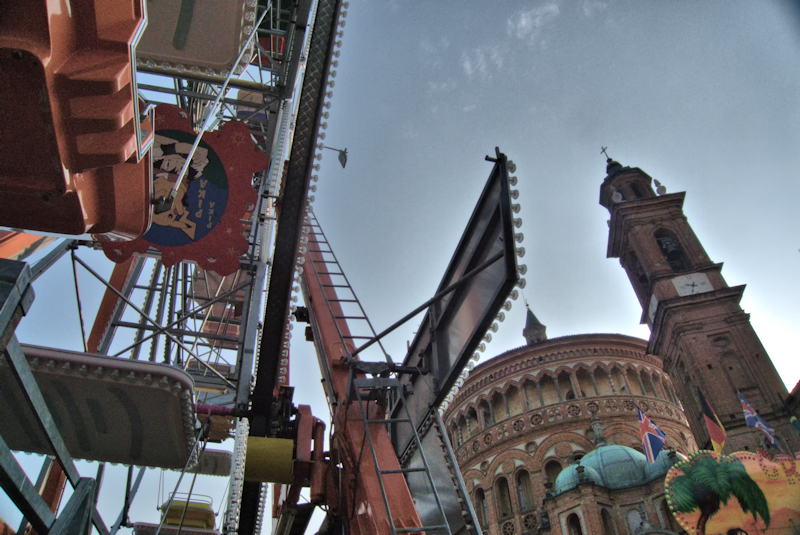
Giostre

Per molto tempo la fiera fu punto di riferimento temporale per un'usanza delle genti contadine locali: sul piazzale del sacro edificio vi venivano portati giovani e giovanissimi e i loro genitori stipulavano contratti con padroni e proprietari terrieri oppure con dei mediatori. Questi ragazzini finivano così a servizio di chi li aveva assoldati.
Questi giovani, detti popolarmente i famèi, rimanevano fuori casa fino al 10 novembre, giorno di chiusura dell'annata agricola.
Vista con gli occhi dell'epoca, questa usanza era un modo per dare sollievo alle famiglie più numerose e povere, che si trovavano per qualche mese con una bocca in meno da sfamare; e d'altronde, nella maggior parte dei casi i famèi venivano trattati con stima ed affetto dai loro "padroni".

## La fiera oggi

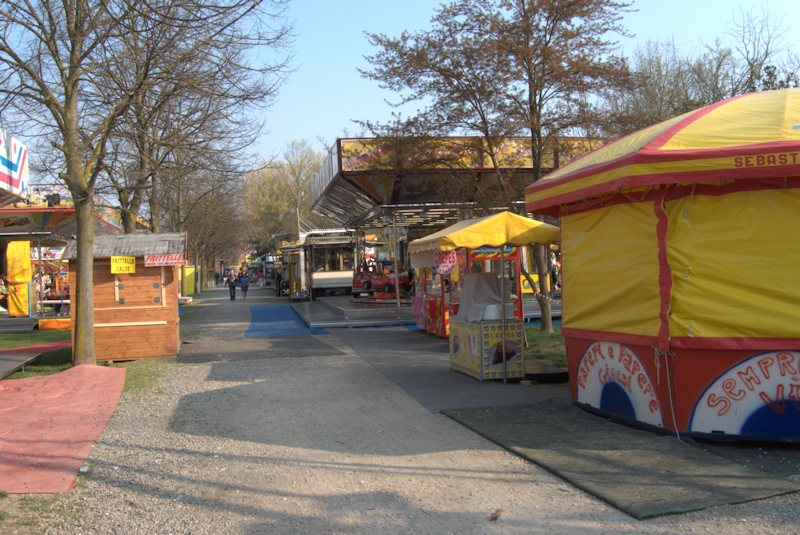
Giochi e stand nel parco comunale

La fiera si tiene normalmente nel fine settimana prossimo al 25 marzo. In taluni casi può subire spostamenti (specie se in coincidenza con altre analoghe manifestazioni (come la fiera della Pallavicina a Izano, strettamente legata, quest'ultima, alla data della Pasqua) o ripetizioni (se nella data stabilita si verifica maltempo).
Lungo via Battaglio e nel vicino parco comunale vengono allestiti i carrozzoni del luna park, mentre sulla pista ciclopedonale del viale di Santa Maria della Croce prendono posto le numerose bancarelle ambulanti, generalmente un centinaio circa, che vendono vestiario, giocattoli, dolciumi ed mercanzia varia.
Visto il periodo in cui si svolge la fiera, ed essendo uno dei primi grandi eventi dell'anno, questa manifestazione attira ogni anno migliaia di persone.

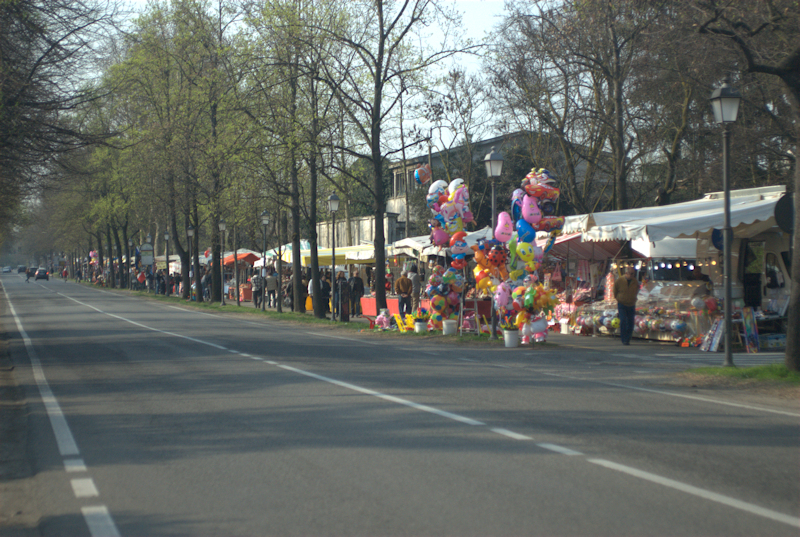
Viale Santa Maria della Croce
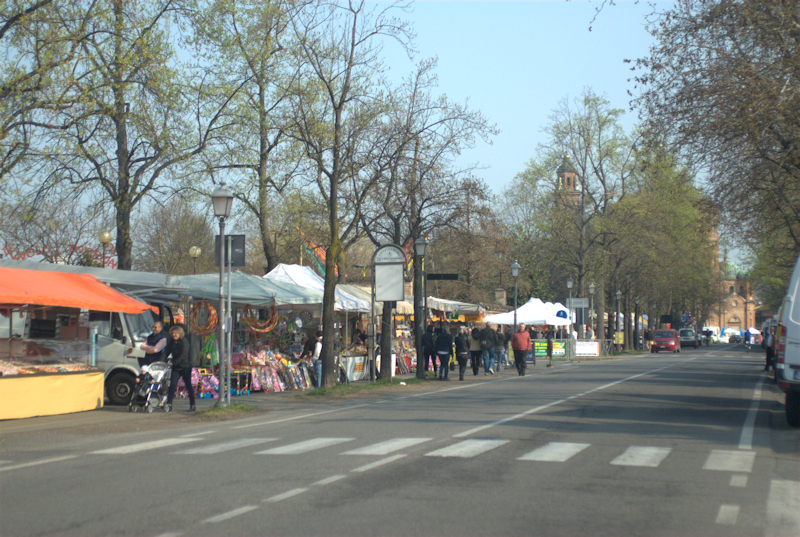
Viale Santa Maria della Croce